# Józef Meyer

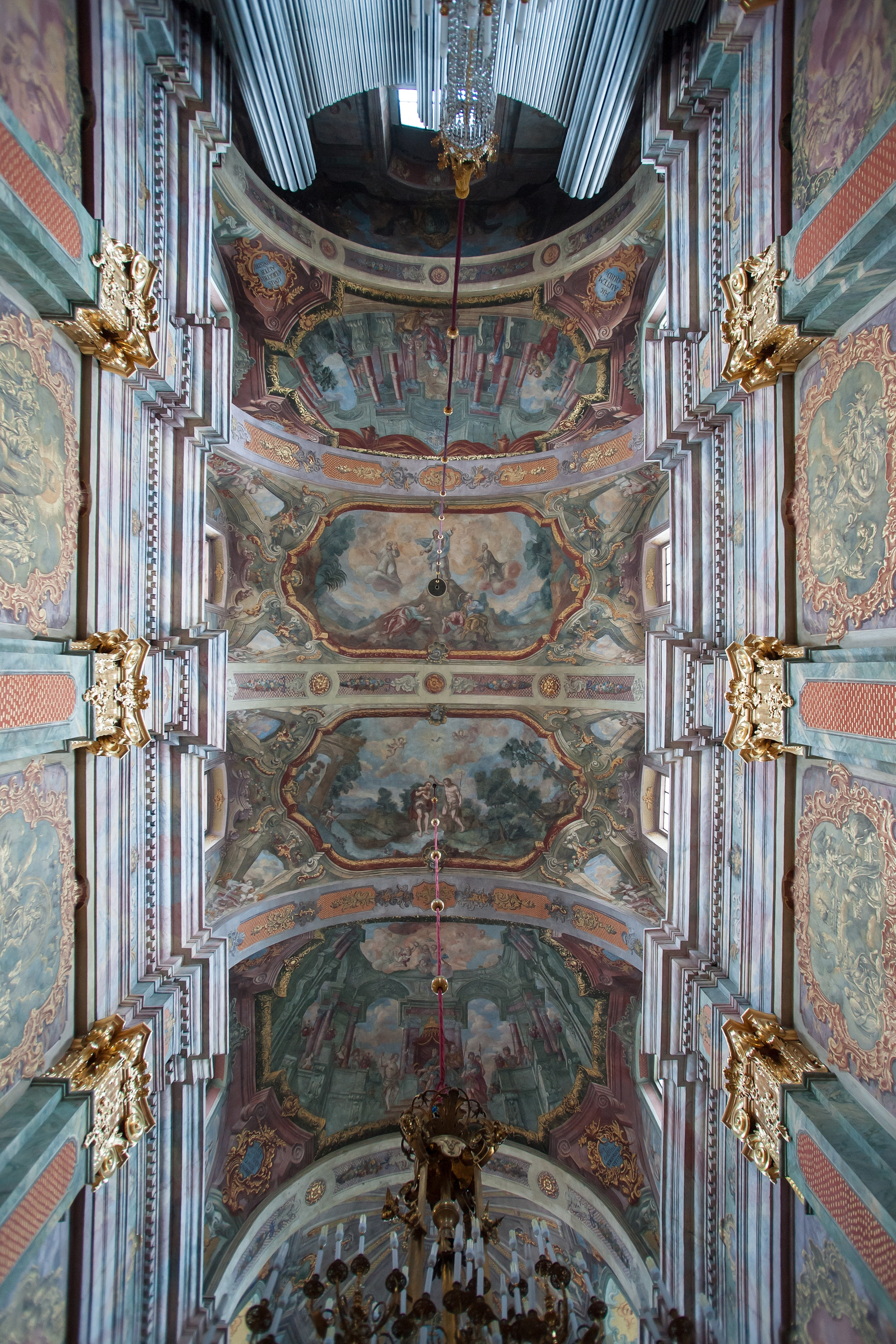
Fresken in der Lubliner Johanneskathedrale

Józef Meyer (* in Brünn) war ein mährischer Maler des Spätbarocks und Rokoko, der im 18. Jahrhundert als Hofmaler des  polnischen Königs August III. in Warschau wirkte.

## Leben und Werk
Meyer stammte aus Brünn in Mähren und emigrierte nach Polen. Er erhielt seine künstlerische Bildung in der Übergangszeit zwischen Spätbarock und Rokoko beim Lehrmeister Eckstein. Nach dem Brand der Johanneskathedrale in Lublin 1752 gestaltete er die Decken- und Wandfresken der Kirche neu. Die 1758 vollendete und nach dem Zweiten Weltkrieg 1950 durch den Kunstmaler Czuhorski rekonstruierte, im originalen Charakter erhaltene Arbeit stellt aufgrund ihrer Ausmaße und des thematischen Reichtums der Dekorationen Meyers Hauptwerk dar. Darüber hinaus schuf er Wandmalereien in den Kirchen von Lwiw (Lemberg), Chełm, Siemianówka (Gmina Narewka) und Terebowlja.